# Campeonato Chileno de Futebol de 1959
O Campeonato Chileno de Futebol de 1959 (oficialmente Campeonato Nacional de Fútbol Profesional de la Primera División de Chile) foi a 27ª edição do campeonato do futebol do Chile. Os clubes jogavam todos contra todos em turno e returno. O último colocado era rebaixado para a Campeonato Chileno de Futebol - Segunda Divisão. O campeão se classifica para a Copa Libertadores da América de 1960.

## Participantes
| Equipe                                        | Cidade           | Região                  | No ano anterior                                                     | Estádio                                     | Capacidade | Títulos                                      | Participações |
| --------------------------------------------- | ---------------- | ----------------------- | ------------------------------------------------------------------- | ------------------------------------------- | ---------- | -------------------------------------------- | ------------- |
| Audax Club Sportivo Italiano                  | La Florida       | Província de Santiago   | Décimo Primeiro Lugar                                               | Estádio Santa Laura                         | 22.375     | 4 (1936, 1946, 1948, 1957)                   | 27            |
| Club Social y Deportivo Colo-Colo             | Ñuñoa            | Província de Santiago   | Vice Campeão                                                        | Estádio Nacional de Chile                   | 55.100     | 6 (1937, 1938, 1940, 1944, 1947, 1953, 1955) | 27            |
| Club Deportivo Magallanes                     | Maipú            | Província de Santiago   | Décimo Quarto Lugar                                                 | Estádio Independência                       | 13.500     | 4 (1933, 1934, 1935, 1938)                   | 27            |
| Club Deportivo Ferrobádminton                 | Estación Central | Província de Santiago   | Sétimo Lugar                                                        | Estádio Ferroviário Hugo Arqueros Rodríguez | 30.000     | 0 (não possui)                               | 10            |
| Club Universidad de Chile                     | Santiago         | Província de Santiago   | Quinto Lugar                                                        | Estádio Nacional de Chile                   | 55.100     | 1 (1940)                                     | 22            |
| Unión Española                                | Independencia    | Província de Santiago   | Décimo Lugar                                                        | Estádio Santa Laura                         | 22.375     | 2 (1943, 1951)                               | 26            |
| Club de Deportes Santiago Wanderers           | Valparaíso       | Província de Valparaíso | Campeão                                                             | Estádio Elías Figueroa Brander              | 23.000     | 1 1958                                       | 17            |
| Corporación Deportiva Everton de Viña del Mar | Viña del Mar     | Província de Valparaíso | Oitavo Lugar                                                        | Estádio Sausalito                           | 25.000     | 2 (1950, 1952)                               | 16            |
| Club Deportivo Palestino                      | La Cisterna      | Província de Santiago   | Quarto Lugar                                                        | Estádio Santa Laura                         | 22.375     | 1 (1955)                                     | 7             |
| Club Social de Deportes Rangers               | Talca            | Província de Talca      | Décimo Terceiro Lugar                                               | Estádio Fiscal de Talca                     | 8.324      | 0 (não possui)                               | 8             |
| O'Higgins Fútbol Club                         | Rancagua         | Província de O'Higgins  | Nono Lugar                                                          | Estádio El Teniente                         | 14.550     | 0 (não possui)                               | 5             |
| Club Deportivo Universidad Católica           | Las Condes       | Província de Santiago   | Sexto Lugar                                                         | Estádio Independência                       | 13.500     | 2 (1949, 1954)                               | 20            |
| Club de Deportes La Serena                    | La Serena        | Província de Coquimbo   | Terceiro Lugar                                                      | Estádio La Portada                          | 18.500     | 0 (não possui)                               | 2             |
| Club Deportivo San Luis                       | Quillota         | Província de Valparaíso | Acesso pelo Campeonato Chileno de Futebol de 1958 - Segunda Divisão | Estádio Municipal Lucio Fariña Fernández    | 7.500      | 0 (não possui)                               | 3             |

## Campeão
| Campeão Chileno 1959                                     |
| -------------------------------------------------------- |
| Club Universidad de Chile (Santiago) (2º título) Campeão |